# Sieblosiidae
Famille
Genres de rang inférieur
- †Sieblosia Handlirsch, 1907 : genre type
- Autres genres : voir #Genres fossiles.

Les Sieblosiidae sont une famille d'insectes fossile de l'ordre des Odonates et le sous-ordre fossile Cephalozygoptera.

## Classification
Cette famille a été décrite par Anton Handlirsch, 1907,. 

### Genre type
Le genre type est †Sieblosia Handlirsch, 1907

### Répartition géographique
Selon Paleobiology Database, en 2023, les fossiles ont été trouvés en Europe et en Russie.

### Fossiles
Selon Paleobiology Database, en 2023, vingt-deux collections de trente-trois occurrences sont référencées :
- Miocène : une de Bulgarie, deux de France, trois d'Allemagne, une de Russie et une d'Espagne ;
- Oligocène : dix de France, trois d'Allemagne et une de Russie.

## Genres fossiles
Selon Paleobiology Database, en 2023, les genres référencés sont au nombre de sept :
- †Germanostenolestes Nel and Fleck 2012
- †Miostenolestes Nel et al. 2005
- †Oligolestes Schmidt 1958
- †Paraoligolestes Nel and Escuillé 1993
- †Parastenolestes Nel and Paicheler 1994
- †Sieblosia Handlirsch, 1907
- †Stenolestes Scudder 1895

### Publication originale
- [1907] (de) Anton Handlirsch, Die Fossilen Insekten und die Phylogenie der Rezenten Formen, parts V-VII, 1907, 641-1120 p.